# Aucula josioides
Aucula josioides là một loài bướm đêm trong họ Noctuidae.